# SE Juventude
SE Juventude is een Braziliaanse voetbalclub uit São Mateus do Maranhão in de staat Maranhão. 

## Geschiedenis
De club werd opgericht in 1979 in de stad Caxias. In 2005 ging de club in de tweede divisie van de staatscompetitie spelen. De club werd vicekampioen en promoveerde naar de hoogste klasse. De club degradeerde na één seizoen en nam in 2007 niet deel aan de competitie. In 2008 keerde de club eenmalig terug en werd dan weer een amateurclub.
In 2018 werd het terug een profclub en verhuisde naar São Mateus do Maranhão en ging terug in de tweede divisie spelen. De club bereikte de halve finale en in 2019 konden ze zelfs promotie afdwingen. Aan het einde van 2019 kon de club ook de staatsbeker winnen waardoor ze in 2020 meteen mogen deelnemen aan de nationale Série D. 